# Evaristo Breccia
Annibale Evaristo Breccia (Offagna, 18 luglio 1876 – Roma, 28 luglio 1967) è stato un egittologo italiano.

## Biografia

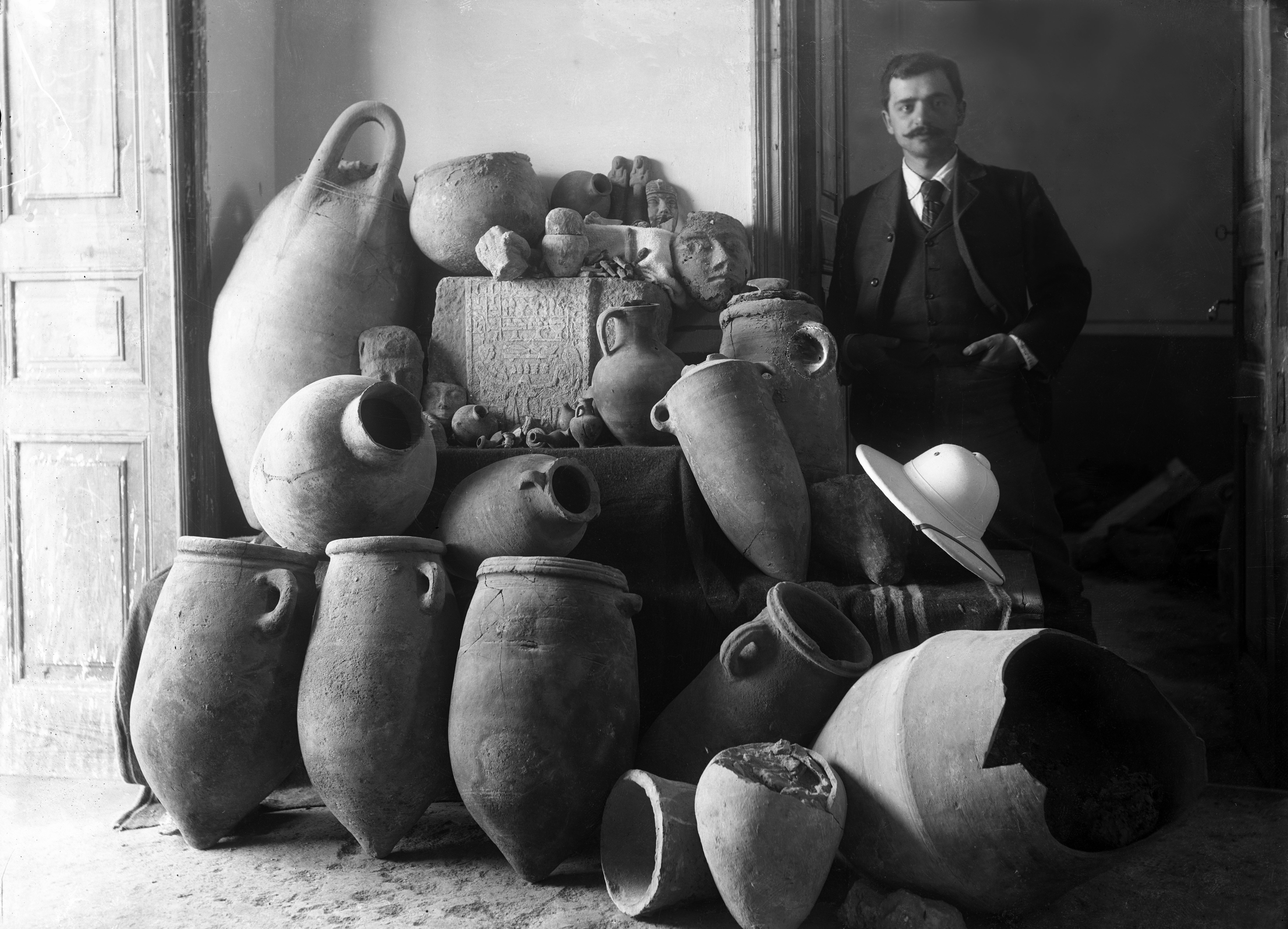
Evaristo Breccia con dei reperti alla conclusione degli scavi a Giza in Egitto, da lui aperti nel 1903. Archivio fotografico Museo Egizio, Torino.

Membro dell'Accademia dei Lincei, è stato direttore del Museo greco-romano di Alessandria d'Egitto, succedendo nel 1904 a Giuseppe Botti
Nel 1903 aprì gli scavi italiani a Giza.
Negli anni trenta dovette abbandonare, a causa di una grave malattia, la direzione e i suoi scavi archeologici, affidandoli all'allievo Sergio Donadoni. Fu anche docente di Antichità e Storia Greca e Romana presso l'Università di Pisa, di cui divenne Magnifico Rettore fra il 1939 ed il 1941.

## Archivio
Il carteggio completo delle sue lettere, dei manoscritti e delle lastre fotografiche venne donato nel 1967 dalla moglie Paolina Salluzzi all'università pisana, costituendo oggi parte delle Collezioni Egittologiche universitarie; l'archivio completo è consultabile anche in Rete.